# Cacic negre
El cacic negre (Psarocolius guatimozinus) és un ocell de la família dels ictèrids (Icteridae).

## Hàbitat i distribució
Habita la selva de les terres baixes de l'est de Panamà i nord-oest de Colòmbia.